# Svenska barnboksakademin
Svenska barnboksakademin är en ideell förening, grundad 1989, som har sitt säte i Skärholmen. Föreningens har till uppgift att främja god barn- och ungdomslitteratur och verka opinionsbildande.
Sedan 1990 delar Barnboksakademin ut Eldsjälspriset "till en person eller grupp som med särskild entusiasm och energi har verkat för att barn och ungdomar ska komma i kontakt med bra litteratur eller som på annat sätt bidragit till att väcka deras insikt om språkets betydelse". Priset består av 10 000 kronor.
På sällskapets 18 stolar sitter författare och illustratörer av barn- och ungdomsböcker. De väljs ej på livstid, utan kan när de så önskar begära utträde ur akademin. Även hedersledamöter utses.

## Bakgrund
Svenska Barnboksakademin instiftades den 26 maj 1989 på Skärholmens bibliotek i Stockholm. Initiativtagare till akademin var barnbibliotekarien Monica Alpsten och barnbibliotekskonsulenten Harriette Söderblom. De fick idén att starta Barnboksakademin genom ett bord som ursprungligen stod på Stockholms allra första barn- och ungdomsbibliotek, som startade sin verksamhet redan 1911. Bordet hamnade så småningom i Skärholmen. Till bordet hör 18 stolar och under årens lopp hade barnboksförfattare och barnboksillustratörer, som framträtt på biblioteket, skrivit sina namn på undersidan av dessa stolar. Genom dessa stolar och bord föddes tanken på att bilda en barnboksakademi.

## Ledamöter[4]
1. Ann-Helén Laestadius
2. Mårten Sandén
3. Marcus Gunnar Pettersson
4. Sara Bergmark Elfgren
5. Matilda Ruta
6. Maria Jönsson
7. Annelie Drewsen
8. Åsa Lind
9. Sofia Falkenhem
10. Lisa Bjärbo
11. Linda Bondestam
12. Maria Fröhlich
13. Katarina Kuick
14. Ingrid Olsson
15. Petrus Dahlin
16. Peter Bergting
17. Jens Ahlbom
18. Johanna Lindbäck

## Tidigare ledamöter[5]

### Stol 1
- Barbro Lindgren 1989–1994
- Monica Zak 1994–2003
- Eva Eriksson 2003–2012
- Per Gustavsson 2012–2019

### Stol 2
- Christina Andersson 1989–1994
- Cannie Möller 1994–2002
- Eva Susso 2002–2009
- Ylva Karlsson 2009–2012

### Stol 3
- Sven Wernström 1989–1991
- Sven Nordqvist 1991–2011
- Kristina Digman 2011–2012
- Stina Wirsén 2012–2020

### Stol 4
- Lennart Hellsing 1989–1994
- Gunilla Lundgren 1994–1999
- Siv Widerberg 1999–2000
- Thomas Halling 2000–2009
- Katarina Kieri 2009–2012
- Martin Widmark 2013–2018
- Katarina von Bredow 2018–2020

### Stol 5
- Christina Björk 1989–1999
- Helena Dahlbäck 1999–2000
- Dan Höjer 2000–2010
- Jonathan Lindström 2010–2016
- Ylva Karlsson 2016–2020

### Stol 6
- Eva Wikander 1989–1991
- Janne Lundström 1991–2007
- Niklas Krog 2007–2020

### Stol 7
- Inga Borg 1989–1995
- Lasse Ekholm 1995–1999
- Bo R. Holmberg 1999–2008
- Håkan Jaensson 2008–2021

### Stol 8
- Hans Erik Engqvist 1989–1997
- Per Nilsson 1997–2010

### Stol 9
- Kerstin Johansson i Backe 1989–1997
- Mats Berggren 1997–2007
- Johan Unenge 2007–2020

### Stol 10
- Gun Jacobson 1989–1996
- Gunna Grähs 1996–2006
- Ann Forslind 2006–2013
- Sara Lundberg 2013–2019

### Stol 11
- Lena Anderson 1989–1994
- Cecilia Torudd 1994–1998
- Annika Thor 1998–2009
- Mikael Engström 2009–2012
- vakant 2012–2013
- Sofia Nordin 2013–2018
- Lisen Adbåge 2018–2019

### Stol 12
- Kerstin Sundh 1989–1995
- Lasse Sandberg 1995–1997
- Gunilla Bergström 1997–2013
- Mårten Melin 2013–2016
- Emma Virke 2016–2021
- Maria Fröhlich 2022–

### Stol 13
- Rose Lagercrantz 1989–1996
- Anna-Clara Tidholm 1996–1999
- Stefan Casta 1999–2011

### Stol 14
- Ingegärd Martinell 1989–1996
- Bisse Falk 1996–1999
- Pija Lindenbaum 1999–2007
- Eva Lindström 2007–2015
- Johanna Thydell 2015–2017

### Stol 15
- Gunnel Linde 1989–2000
- Max Lundgren 2000–2005
- Pernilla Stalfelt 2005–2010
- Anna Bengtsson 2010–2014
- Pernilla Stalfelt 2014–2017

### Stol 16
- Annika Holm 1989–1998
- Ulf Nilsson 1998–2014
- Sara Gimbergsson 2014–2020
- Peter Bergting 2022–

### Stol 17
- Ulf Stark 1989–1998
- Moni Nilsson 1998–2007

### Stol 18
- Viveca Lärn 1989–1995
- Inger Sandberg 1995–1999
- Lars Klinting 1999–2005
- Jujja Wieslander 2005–2019

## Hedersledamöter
- Christina Björk
- Annika Holm
- Gunilla Lundgren
- Harriette Söderblom[6]

### Tidigare hedersledamöter
- Lennart Hellsing
- Tove Jansson
- Göte Klingberg
- Gunnel Linde
- Astrid Lindgren

### Fantasiledamot
- Pippi Långstrump